# 陳琮
陈琮（1761年—？），字应坤，又字爱筠，靑浦人，一作广东琼山县兴义人，清代文学家。

## 生平
乾隆二十六年辛巳（1761年）出生。乾隆時諸生，從錢大昕遊。爱好抽烟，不肯自拔，受师傅的指責。王昶主讲青溪书院，深重其才。乾隆五十二年（1787年），登丁未科进士，授陕西淳化知县。晚年絶意進取，專事撰述。嘗與趙逢源論詩曰：“作詩之難，非病其不似古人，即病其太似古人。”撰《烟草谱》八卷。有诗文集《墨稼堂稿》传世。